# جزر مينتاواي
جزر مينتاوي مجموعة مكونة مما يقارب سبعين جزيرة تقع مقابل الساحل الغربي لجزيرة سومطرة الإندونيسية. أكبرها سيبروت (4030 كم²). ومن الجزر الأخرى: سيبورا وباغاي الشمالية وباغاي الجنوبية. يفصلها عن جزيرة سومطرة مضيق مينتاواي بمسافة 150كم. وتعتبر جزر مينتاوي إحدى أفضل وجهتين في العالم للتزلج الشراعي على الأمواج.

## تاريخ الجزر

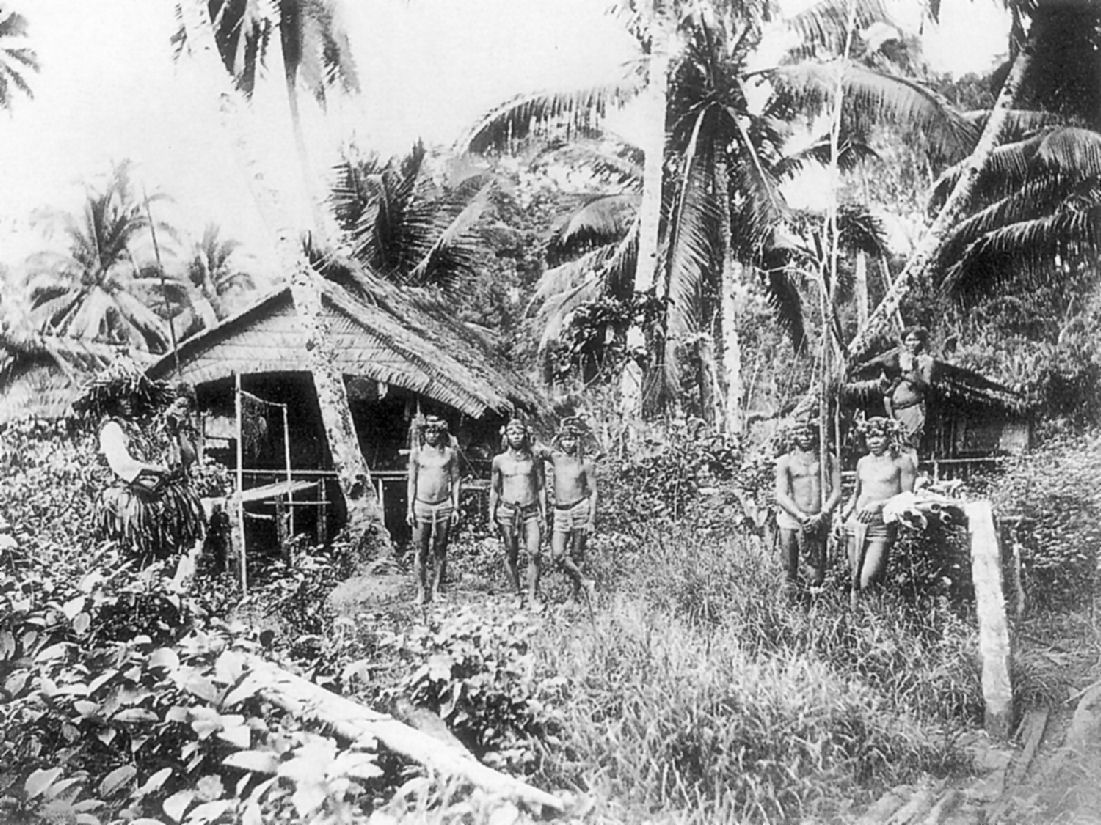
قرية من قرى جزر مينتاواي عام 1930

انفصلت جزر مينتاواي عن سومطرة بعد العصر الجليدي البيلوستيسيني بسبب ارتفاع مستويات البحر. ويقدر أن سكان مينتاواي وصلوا الجزر في فترة ما بين عام 2000 و 500 قبل الميلاد، ثم تم الانتقال من الشمال من خلال سيبروت وصولا إلى الجنوب حتى جزر سيبورا وباغاي الشمالية وباغاي الجنوبية.
اللغة الأسترونيزية التي يتكلم بها السكان، وعاداتهم وملابسهم تدل على أن أصولهم قريبة من سكان سومطرة.
كان البرتغاليون على علم بالجزر في أوائل القرن السابع عشر، فالخريطة المؤرخة في عام 1606 تظهر جزيرة سيبروت تحت اسم (مينتاون-Mintaon).
وزارها جون كريسب في أغسطس 1792، وهو موظف في شركة الهند الشرقية البريطانية، حيث زار جزر باغاي على نفقته الخاصة لدراسة الناس مينتاواي. وقد نشرت روايته في عام 1799، حيث قدم التفاصيل الأولى للشعب مينتاواي في الأدب الغربي. جزر مينتاواي أصبحت رسميا جزءا من جزر الهند الشرقية الهولندية في 10 تموز 1864، لكنها لم تخضع للمعاهدة البريطانية الهولندية لعام 1824. في عام 1901 تم تأسيس جمعية التبشير الألمانية الملكية على الساحل الجنوبي من الجزيرة باغاي الشمالية بناء على دعوة من السلطات الاستعمارية الهولندية. وقد قتل المبشر الأول، ولم يتم تحويل شخص حتى 1915 حيث تم التحويل للشخص الأول، ثم تم تمديد برنامج التبشير إلى جزر أخرى.
بعد استقلال إندونيسيا، أنشئت جمعية المبشرين الكاثوليك الإيطالية في الجزر.

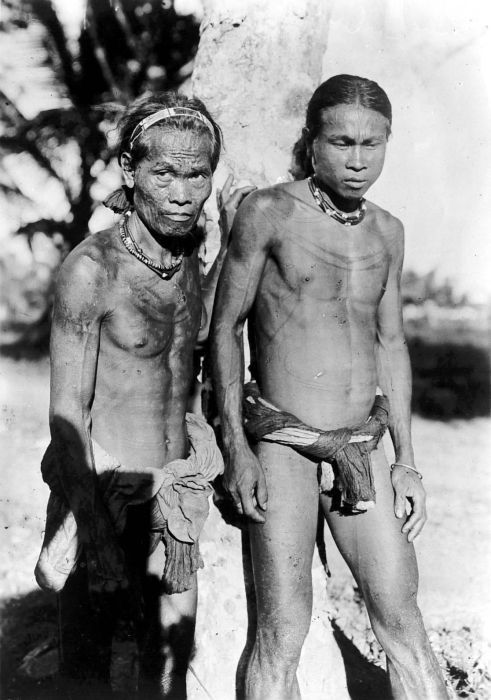
سكان جزر مينتاواي-صورة عام 1930

بعد الاستقلال، نقلت الحكومة السكان الأصليين للسكن في القرى بهدف تعزيز "التنمية"، بخلاف ما كانت عاداتهم بأن يعيشون في منازل متفرقة (UMA). بدأت السياحة الثقافية تتطور في أواخر ثمانينات القرن العشرين، وفي منتصف تسعينات القرن العشرين، اكتشفت بعض المتزلجي الأمواج الأستراليين أن الجزر محاطة بأمواج عالية الجودة لغرض التزلج وركوب الأمواج، لذلك فقد صارت الجزر وجهة سياحية لرياضة ركوب الأمواج.
منذ سبعينات القرن العشرين، تم إزالة الأشجار على نطاق واسع في جزيرة سيبروت بعد أن منحت الحكومة للكثير من التصاريح. في عام 1993، تم إلغاء امتيازات قطع الأشجار وأعلن ما يقرب من نصف الجزيرة محمية وطنية. لكن في عام 2001 استؤنف التسجيل ومنحت تراخيص جديدة لقطع الأشجار على مساحة 500 كيلومتر مربع.

## إدارة الجزر
جزر مينتاواي تمثل بلدية ضمن مقاطعة سومطرة الغربية منذ عام 1999، ومركزها مدينة توا بيجات الواقعة في جزيرة سيبورا.
بادانغ عاصمة مقاطعة سومطرة الغربية تقع على ساحل جزيرة سومطرة مقابل جزيرة سيبروت. بلدية جزر مينتاواي مقسمة إلى مناطق إدارية من الشمال إلى الجنوب كما يلي :

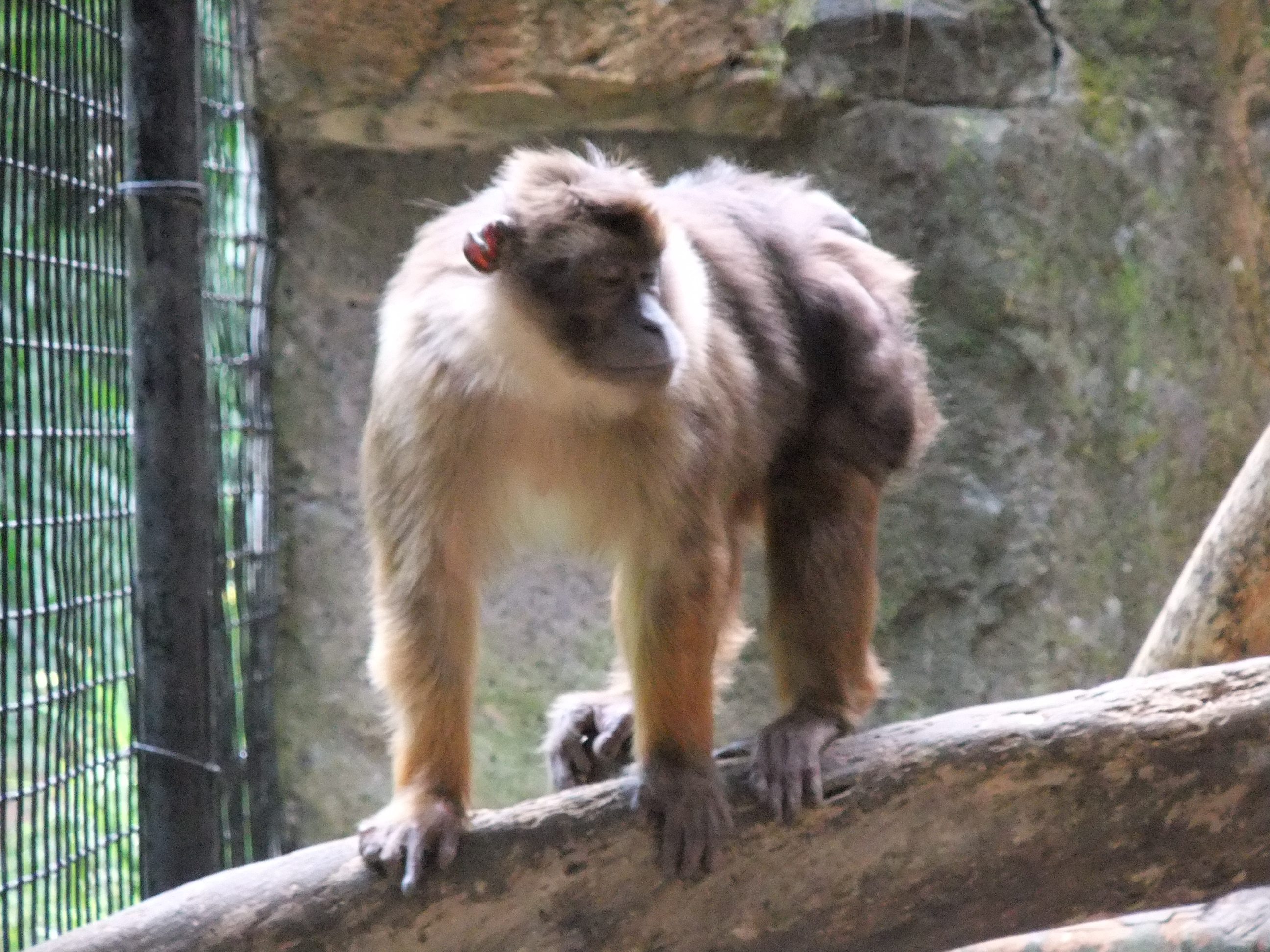
قرد المكاك المينتاواي

- شمال سيبروت
- غرب سيبروت
- وسط سيبروت
- جنوب سيبروت
- جنوب غرب سيبروت
- شمال سيبورا
- جنوب سيبورا
- سيكاكاب
- باغاي الشمالية
- باغاي الجنوبية

## البيئة

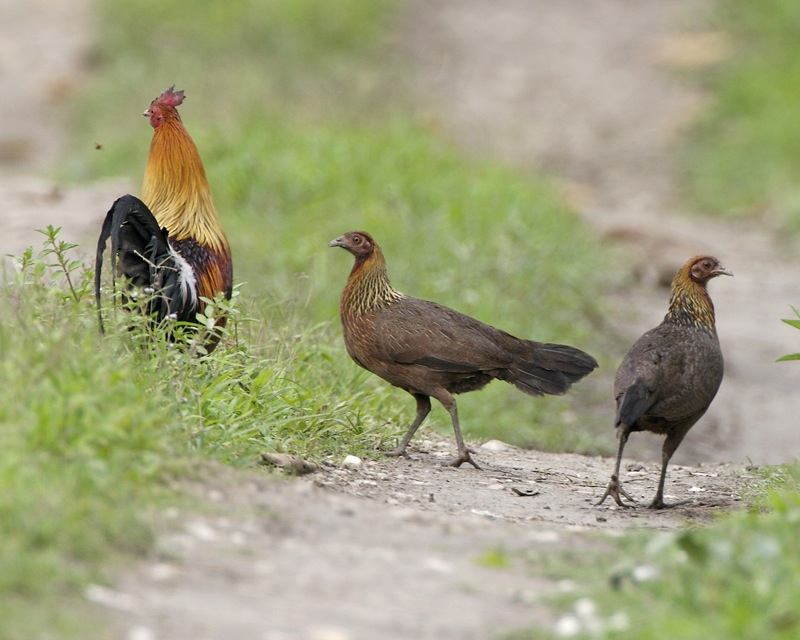
دجاج الغابة الأحمر

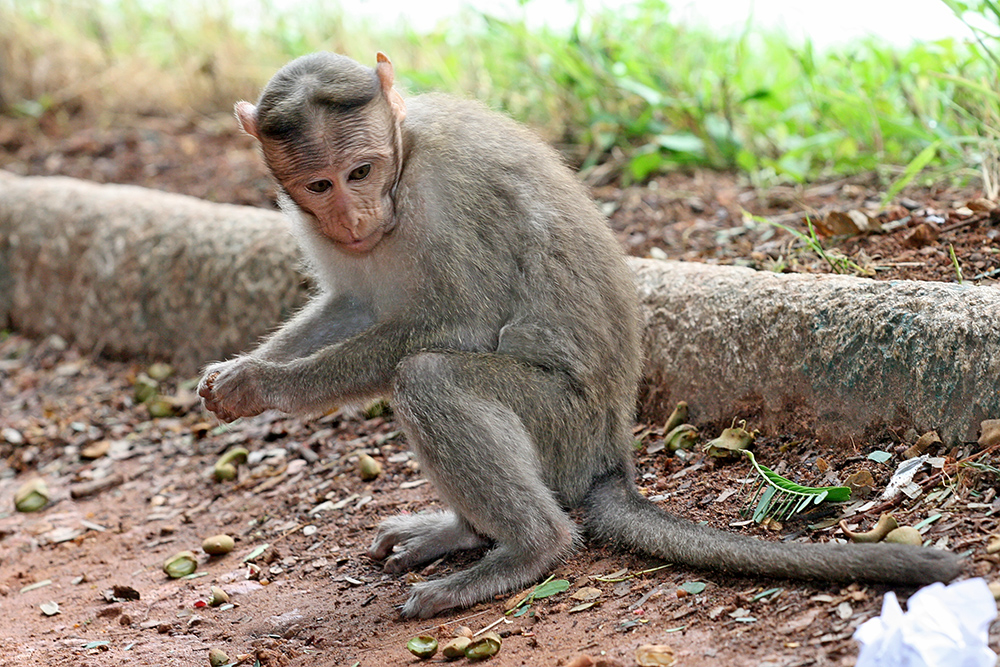
المكاك آكل السلطعون

فصلت الجزر عن سومطرة منذ فترة منتصف العصر الجليدي، والتي سمحت لما لا يقل عن عشرين لتوطن نوعا ما بين نباتات وحيوانات. هذه المستوطنة تضم خمسة قرود رئيسيات :
- قرد جيبون المينتاواي (أو جيبون كلوس) (Hylobates klossii)
- قرد المكاك المينتاواي (Macaca pagensis)
- قرد مكاك سبيروت (Macaca siberu)
- قرد الأوراق المينتاواي (Presbytis potenziani)
- القرد يقطوع الأنف (Simias concolor).

بعض مناطق الغابات المطيرة في جزر مينتاواي تعتبر محمية، مثل حديقة سبيروت الوطنية.
الجزر أضا هي موطن طبيعي لدجاج الغابة الأحمر والمكاك آكل السلطعون.

## النشاط الزلزالي
جزر مينتاواي تقع فوق شق سوندا، وهي منطقة نشطة زلزالياً ومسؤولة عن زلازل كثيرة وكبيرة. هذا الشق يمتد على طول الجانب الجنوبي الغربي لجزيرة سومطرة، ويشكل واجهة بين الصفيحة الأوراسية والصفيحة الهندية الأسترالية.
والمنطقة نشطة زلزالياً ويشهد موجات تسونامي متكررة منذ زلزال وتسونامي المحيط الهندي 2004.
في عام 1833، تعرضت المنطقة لزلزال، وربما مماثل في حجمه لزلزال المحيط الهندي عام 2004، إضافة لزلزال كبير ضربها في عام 1797.
في 25 أكتوبر 2010، أدى زلزال في سومطرة الجنوبية إلى تسونامي القاتلة وتدمير قرى في باغاي الشمالية وباغاي الجنوبية.